# Saint-Aubin-des-Préaux
Saint-Aubin-des-Préaux település Franciaországban, Manche megyében. Lakosainak száma 475 fő (2022. január 1.). Saint-Aubin-des-Préaux Saint-Planchers, Saint-Jean-des-Champs, Saint-Pair-sur-Mer és Saint-Pierre-Langers községekkel határos.

## Népesség
A település népessége az elmúlt években az alábbi módon változott:
| Lakosok száma | 274  | 314  | 339  | 404  | 423  | 425  | 438  | 458  | 462  | 475  |
|               | 1968 | 1982 | 1990 | 2006 | 2013 | 2015 | 2017 | 2019 | 2020 | 2022 |